# Comuna Semenivka, Polohî
Semenivka (în ucraineană Семенівка) este o comună în raionul Polohî, regiunea Zaporijjea, Ucraina, formată din satele Dmîtrivske, Nova Dacea și Semenivka (reședința).

## Demografie
Componența lingvistică a comunei Semenivka
     Ucraineană (96,52%)
     Rusă (1,86%)
     Română (1,05%)
     Alte limbi (0,24%)
Conform recensământului din 2001, majoritatea populației comunei Semenivka era vorbitoare de ucraineană (96,52%), existând în minoritate și vorbitori de rusă (1,86%) și română (1,05%).